# 香港双蝴蝶
香港双蝴蝶（学名：Tripterospermum nienkui）为龙胆科双蝴属下的一个种。